# Tatsuya Yazawa
Tatsuya Yazawa (født 3. oktober 1984) er en japansk fodboldspiller, som spiller for den japanske fodboldklub Fujieda MYFC.